# Theodor Creizenach
Theodor Creizenach, född 17 april 1818, död 6 december 1877, var en tysk-judisk poet och litteraturhistoriker. Han var son till Michael Creizenach och far till Wilhelm Creizenach.
Creizenach deltog vid grundandet av den judiska reformförsamlingen i Frankfurt am Main men övergick 1854 till kristendomen. Creizenach utgav diktsamlingar 1839 och 1848, och skrev flera bidrag till Goetheforskningen.